# ラインハルト・コゼレック
ラインハルト・コゼレック（Reinhart Koselleck、1923年4月23日 - 2006年2月3日）は、ドイツの歴史学者。「概念史」の代表的な論者として知られる。

## 生涯
1923年、ザクセン自由州ゲルリッツ生まれ。ハイデルベルク大学、ブリストル大学に学ぶ。ハイデルベルク大学に学位論文『批評と危機』（"Kritik und Krise"）を提出し、博士号を取得した。
1966年、ルール大学ボーフム教授。1968年、ハイデルベルク大学教授。ほか、東京、パリ、シカゴ、ニューヨークの大学で客員教授を務めた。1999年ジークムント・フロイト賞受賞。
子女に美術史家のカタリーナ・コゼレック、音楽家のコンラート・コゼレック、美術家のルッペ・コゼレックなどがいる。

## 日本語訳
- 『批判と危機 市民的社会の病因論のための一研究』村上隆夫訳、未来社、1989年